# 서인석 (배우)
서인석(徐仁錫, 1949년 2월 22일~)은 대한민국의 배우이자 현재는 한국계 미국의 기업인과 정치인이다. 본관은 달성 서씨이다. 1969년 연극배우 데뷔하였다. 1976년 한국방송공사(KBS)에 특채 되었다.

## 작품

### 드라마
- 1976년 KBS TV 주간드라마 《산비둘기》
- 1977년 MBC TV 주말연속극 《후회합니다》 ... 김기태 역
- 1978년 MBC TV 주말연속극 《도련님》
- 1978년 KBS TV 일일연속극 《기러기》
- 1979년 KBS TV 일일연속극 《어떤 여자》
- 1979년 KBS TV 대하드라마 《토지》 ... 김길상 역
- 1980년 KBS TV 8.15 특집극 《검은 해협》
- 1980년 KBS TV 토요드라마 《동심초》 ... 둘째 아들 역
- 1981년 KBS 1TV 특집드라마 《옛날 나 어릴적에》
- 1981년 KBS 2TV 일일연속극 《혼자 사는 여자》
- 1981년 KBS 1TV 주간드라마 《은하수》
- 1982년 KBS 1TV 특집드라마 《봄에는 개나리》
- 1982년 KBS 1TV 농촌드라마 《산하》
- 1982년 KBS 2TV 주말연속극 《순애》
- 1982년 KBS 2TV 일일연속극 《세 자매》
- 1983년 KBS 2TV 대하드라마 《객주》
- 1983년~1986년 KBS 1TV 청소년드라마 《고교생 일기》 ... 담임 선생님 역
- 1984년 KBS 1TV 대하드라마 《독립문》 ... 이승만 역
- 1984년 KBS 2TV 주말연속극 《봉선화》
- 1985년 KBS 1TV 대하드라마 《새벽》
- 1985년 KBS 2TV 수목드라마 《빛과 그림자》 ... 성구 역
- 1986년 KBS 2TV 주말연속극 《그대의 초상》
- 1986년 KBS 2TV 수목드라마 《뜨거운 강》 ... 서현 역
- 1987년~1990년 KBS 1TV 청춘드라마 《사랑이 꽃피는 나무》
- 1987년~1993년 KBS 2TV 주간드라마 《TV 손자병법》 ... 유비 역
- 1987년 KBS 1TV 특집드라마 《탑리》
- 1988년 KBS 2TV 주말연속극 《순심이》
- 1989년~1990년 KBS 2TV 주말연속극 《달빛가족》 ... 김준호 역
- 1990년 KBS 1TV 8.15특집극 《왕조의 세월》 ... 영친왕 이은 역
- 1990년 KBS 1TV 주간드라마 《징검다리》 ... 조민구 역
- 1991년 MBC TV 미니시리즈 《내 마음은 호수》
- 1991년 MBC TV 미니시리즈 《동의보감》 ... 허준 역
- 1992년 KBS 1TV 대하드라마 《삼국기》 ... 김유신 역
- 1994년 KBS 2TV 월화드라마 《한명회》 ... 세조 역
- 1994년 KBS 1TV 청소년드라마 《사랑이 꽃피는 교실》... 형준 부 역
- 1995년 KBS 2TV 대하드라마 《서궁》 ... 이이첨 역
- 1996년 KBS 1TV TV소설 《은하수》 ... 김만득 역
- 1996년 KBS 2TV 드라마게임 600회 특집 《아빠와 영혼》
- 1997년 SBS 주말극장 《꿈의 궁전》 ... 한동수 역
- 1997년~1998년 KBS 1TV 일일연속극 《정 때문에》 ... 홍우표 역
- 1998년 KBS 2TV 특집드라마 《아빠와 영혼》
- 1998년 SBS 드라마스페셜 《단단한 놈》... 강동수 역
- 1998년~1999년 KBS 2TV 토요시트콤 《행복을 만들어 드립니다》 ... 영자 남편 역
- 1998년~1999년 KBS 1TV TV소설 《은아의 뜰》 ... 김달수 역
- 1999년 MBC TV 주말연속극 《사랑해 당신을》 ... 김형준의 형 역
- 2000년~2002년 KBS 1TV 대하드라마 《태조 왕건》 ... 후백제 견훤 역
- 2002년~2003년 KBS1 대하드라마 《제국의 아침》 ...  후백제견훤 역
- 2000년 SBS 일일드라마 《자꾸만 보고싶네》 ... 장세윤 역
- 2002년 SBS 주말극장 《그 여자 사람잡네》 ... 백수산 역
- 2003년 KBS 1TV TV소설《찔레꽃》 ... 최명욱 역
- 2003년 KBS 1TV 대하드라마 《무인시대》 ... 이의방 역
- 2004년 SBS 특별기획 《매직》 ... 선모 부, 이대해 역
- 2004년 KBS 2TV 추석특집극 《형》 ... 지현태 역
- 2005년 MBC TV 특별기획 주말드라마 《제5공화국》 ... 노태우 역
- 2005년 KBS 2TV 아침드라마 《걱정하지마》 ... 최경준 역
- 2006년 SBS 대하사극 《연개소문》 ... 당 태종 이세민 역
- 2007년 MBC TV 주말연속극 《깍두기》 ... 이승용 역
- 2008년~2009년 SBS 특별기획 《가문의 영광》 ... 하석호 역
- 2010년 SBS 대기획 《제중원》 ... 백태현 역
- 2010년 KBS 1TV 특별기획 대하드라마 《근초고왕》 ... 흑강공 사훌 역
- 2012년 SBS 드라마 스페셜 《부탁해요 캡틴》 ... 홍명진 역
- 2012년 KBS 1TV 단막극 《HD TV문학관 - 강산무진》 ... 창수 역
- 2012년 KBS 1TV 특별기획 대하드라마 《대왕의 꿈》 ... 숙흘종 역
- 2014년 KBS 1TV 특별기획 대하드라마 《정도전》 ... 최영 역
- 2018년 MBC TV 일일연속극 《비밀과 거짓말》 ... 오상필 역

### 영화
- 1980년 《땅울림》
- 1984년 《저 하늘에도 슬픔이》
- 1992년 《땅끝에 선 연인》
- 2007년 《맞짱》 ... 양대호 역

## CF
- 1982년 아모레퍼시픽 아모레 탁틴 화장품
- 1983년 일양약품 아스마
- 1985년 럭키 모노륨
- 1986년 JW중외제약 복합 아루사루민
- 1988년 해태제과 해태 허브큐 캔디
- 1988년 동화약품 헬민 200 - 장용와 함께 출연
- 1989년 럭키 - 럭스트롱
- 1989년 CJ씨푸드 삼호 골드 어묵 - 이휘향, 강남길와 함께 출연
- 1990년 남양유업 - 점프 A  견미리와 함께 출연
- 1990년 MG새마을금고
- 1990년 쌍용정유 - 드래곤SG
- 1990년 한국와이어스 스트레스 탑스 플러스 - KBS 2TV TV 손자병법 팀으로 출연
- 1991년 동아제약 - 암씨롱
- 1992년 일양약품 - 금보 청간탕
- 1992년 원자력환경관리센터 방사성 폐기물 관리 홍보
- 1995년 비봉농협 (칠갑산구기자캔)
- 1995년 태웅식품 (은솔엑스, 활기삼,헬스택배)
- 1995년~1996년 애경 애경 동의생금 치약 - 1편은 손창민, 도지원, 이경심 3편은 SBS 꿈의 궁전 팀으로 출연
- 1996년 동화약품 - 락테올
- 1997년 일양약품 - 영비천S - KBS 1TV 정 때문에 팀으로 출연
- 2001년 SK증권
- 2001년 제일약품 케펜텍(with. 유인촌, 염정아, 배종옥)

## 인터뷰
- 2002년 2월 25일 KBS 2TV KBS 뉴스 7 《앵커가 만난 이사람》 황정민 아나운서와 함께 인터뷰 출연

## 수상 경력
- 2001년 KBS 연기대상 남자 최우수 연기상 《태조 왕건》
- 2001년 제38회 저축의 날 국민포장
- 1997년 KBS 연기대상 남자 최우수 연기상 《정 때문에》
- 1990년 제27회 저축의 날 대통령표창상
- 1990년 KBS 연기대상 남자 최우수 연기상 《TV 손자병법》
- 1986년 제22회 백상예술대상 TV부문 남자 최우수 연기상 《빛과 그림자》
- 1978년 동아연극상 대상 《아일랜드》
- 1977년 제13회 백상예술대상 연극부문 신인연기상